# SharpDevelop
SharpDevelop — свободная среда разработки для C#, Visual Basic .NET, Boo, IronPython, IronRuby, F#, C++.
Обычно используется как альтернатива Visual Studio .NET. Существует также форк на Mono/GTK+ — MonoDevelop.
SharpDevelop 2.0 предоставляет интегрированный отладчик, который использует собственные библиотеки и взаимодействует с исполняющей средой .NET через COM Interop.
Хотя SharpDevelop 2.0 (как и VS2005) использует файлы проекта в формате MSBuild, он по-прежнему может использовать компиляторы от .NET Framework 1.0 и 1.1, а также от Mono.
На текущий момент поддерживается версия .Net Frameworks от 2.0 до 4.5.1.

## Возможности и особенности
- Написана полностью на C#.
- Подсветка синтаксиса для C#, IronPython, HTML, ASP, ASP.NET, VBScript, VB.NET, XML, XAML.
- Визуальный редактор для WPF и форм Windows Forms (COM-компоненты не поддерживаются).
- Интегрированная поддержка NUnit, MbUnit и NCover.
- Интегрированная поддержка анализатора сборок FxCop.
- Интегрированный отладчик.
- Интегрированный профайлер.
- Интегрированная поддержка SVN, Mercurial и Git.
- Конвертор кода между языками C#, VB.NET, IronPython и Boo.
- Предпросмотр документации, полученной из документирующих комментариев.
- Расширяемость внешними инструментами.
- Расширяемость на основе механизма Add-Ins.